# Pjetër Gjura
Pjetër Mark Gjura też jako: Pietro Gjura (ur. 25 czerwca 1873 w Szkodrze, zm. 9 lipca 1939 w Arco) – albański duchowny katolicki, arcybiskup metropolita archidiecezji Tirany-Durrës w latach 1929-1939.

## Życiorys
Pochodził z rodziny kupieckiej, był synem Marka Gjury. Uczył się w Kolegium św. Franciszka Ksawerego w Szkodrze, po jego ukończeniu zajmował się działalnością handlową. W 1908 wyjechał na studia do Austrii. Studiował filozofię i teologię na Uniwersytecie w Innsbrucku.
W czerwcu 1910 został wyświęcony w katedrze szkoderskiej na kapłana. Powrócił do kraju, gdzie pracował jako proboszcz we wsi Pulaj (gmina Velipojë), a następnie w parafii w Szkodrze. W 1929 otrzymał sakrę biskupią z rąk arcybiskupa Lazëra Mjedy i objął stanowisko ordynariusza archidiecezji Tirana-Durrës. W 1939 pogorszył się stan jego zdrowia i wyjechał na leczenie do sanatorium we włoskim Arco, gdzie zmarł.